# Championnat d'Azerbaïdjan de football 1992
Navigation
Saison suivante
La saison 1992 du Championnat d'Azerbaïdjan de football était la toute première édition de la première division azéri depuis que la république a acquis son indépendance de l'ex-URSS en août 1991. Dénommée à partir de cette saison Top League, elle regroupe 26 clubs azéris regroupés en 2 poules qui s'affrontent en matchs aller et retour. À la fin de cette première phase, les 6 premiers de chaque poule disputent la poule pour le titre, les 6 derniers la poule de relégation. Pour permettre le passage de 26 à 20 clubs, les 6 derniers de la poule de relégation sont rétrogradés en fin de saison.

Le FK Neftchi Bakou remporte ce tout premier championnat, en terminant avec 5 points d'avance sur le Khazar Symgayit et 6 sur PFK Turan Tovuz. 

## Les 26 clubs participants
| - FK Neftchi Bakou - Khazar Symgayit - Inshaatchi Bakou - Kur Mingechaur - Umud Dzalilabad - FK Shahdag-Samur Qusar - Vilyash Masall - FK Khazar Lenkoran - Avtomibilist Yevlakh - Chyrakgala Skazan - Shirvan Shemakha - Energetik Ali Bairamly - Nidzhat Mashtagi - Gyandglik Navagi | - PFK Turan Tovuz - Kapaz Gandja - FK Qarabag Agdam - Inshaatchi Sabirabad - Taraggi Bakou - Kurmuk Kakhi - Avei Agstafa - Dashgyn Zagataly - Azeri Bakou - Pambygchi Barda - Plastik Salyany - FK Göyazan Qazax - Shirvan Kyurdamir |

## Compétition
Le barème de points servant à établir tous les classements se décompose ainsi :
- Victoire : 2 points
- Match nul : 1 point
- Défaite : 0 point

### Première phase

#### Groupe A
| Rang | Équipe                 | Pts | J  | G  | N | P  | Bp | Bc | Diff |
| ---- | ---------------------- | --- | -- | -- | - | -- | -- | -- | ---- |
| 1    | FK Neftchi Bakou       | 46  | 24 | 23 | 0 | 1  | 68 | 10 | +58  |
| 2    | Khazar Symgayit        | 43  | 24 | 21 | 1 | 2  | 68 | 6  | +62  |
| 3    | Inshaatchi Baku        | 36  | 24 | 16 | 4 | 4  | 40 | 16 | +24  |
| 4    | Kur Mingechaur         | 31  | 24 | 15 | 1 | 8  | 30 | 19 | +11  |
| 5    | Umud Dzalilabad        | 23  | 24 | 10 | 3 | 11 | 34 | 45 | -11  |
| 6    | FK Shahdag-Samur Qusar | 23  | 24 | 8  | 7 | 9  | 20 | 25 | -5   |
| 7    | Vilyash Masall         | 22  | 24 | 10 | 2 | 12 | 24 | 30 | -6   |
| 8    | FK Khazar Lenkoran     | 21  | 24 | 8  | 5 | 11 | 23 | 34 | -11  |
| 9    | Avtomibilist Yevlakh   | 21  | 24 | 8  | 5 | 11 | 21 | 41 | -20  |
| 10   | Chyrakgala Skazan      | 18  | 24 | 8  | 2 | 14 | 18 | 47 | -29  |
| 11   | Shirvan Shemakha       | 17  | 24 | 8  | 1 | 15 | 22 | 50 | -28  |
| 12   | Energetik Ali Bairamly | 11  | 24 | 4  | 3 | 17 | 18 | 63 | -45  |
| 13   | Gyandglik Navagi       |     |    |    |   |    |    |    |      |

|  | Qualification pour la poule pour le titre |
|  | Participation à la poule de relégation    |

- Le club de Gyandglik Navagi est exclu du championnat après 8 journées.

#### Groupe B
| Rang | Équipe               | Pts | J  | G  | N | P  | Bp | Bc | Diff |
| ---- | -------------------- | --- | -- | -- | - | -- | -- | -- | ---- |
| 1    | PFK Turan Tovuz      | 37  | 24 | 18 | 1 | 5  | 40 | 11 | +29  |
| 2    | Kapaz Gandja         | 34  | 24 | 14 | 6 | 4  | 54 | 18 | +36  |
| 3    | FK Qarabag Agdam     | 32  | 24 | 13 | 6 | 5  | 50 | 17 | +33  |
| 4    | Inshaatchi Sabirabad | 30  | 24 | 13 | 4 | 7  | 28 | 18 | +10  |
| 5    | Taraggi Bakou        | 25  | 24 | 10 | 5 | 9  | 24 | 20 | +4   |
| 6    | Kurmuk Kakhi         | 24  | 24 | 9  | 6 | 9  | 48 | 45 | +3   |
| 7    | Avei Agstafa         | 23  | 24 | 11 | 1 | 12 | 30 | 33 | -3   |
| 8    | Dashgyn Zagataly     | 23  | 24 | 10 | 3 | 11 | 33 | 32 | +1   |
| 9    | Azeri Bakou          | 22  | 24 | 10 | 2 | 12 | 33 | 38 | -5   |
| 10   | Pambygchi Barda      | 22  | 24 | 9  | 4 | 11 | 26 | 35 | -9   |
| 11   | Plastik Salyany      | 21  | 24 | 10 | 1 | 13 | 32 | 40 | -8   |
| 12   | FK Göyazan Qazax     | 16  | 24 | 7  | 2 | 15 | 27 | 44 | -17  |
| 13   | Shirvan Kyurdamir    | 3   | 24 | 1  | 1 | 22 | 10 | 84 | -74  |

|  | Qualification pour la poule pour le titre |
|  | Participation à la poule de relégation    |

### Seconde phase
Les équipes conservent les points acquis et ne rejouent pas contre les clubs qui appartenaient à la même poule de première phase.

#### Poule pour le titre
| Rang | Équipe                 | Pts | J  | G  | N | P  | Bp  | Bc | Diff |
| ---- | ---------------------- | --- | -- | -- | - | -- | --- | -- | ---- |
| 1    | FK Neftchi Bakou       | 62  | 36 | 30 | 2 | 4  | 104 | 23 | +81  |
| 2    | Khazar Symgayit        | 57  | 36 | 27 | 3 | 6  | 100 | 24 | +76  |
| 3    | PFK Turan Tovuz        | 56  | 36 | 26 | 4 | 6  | 62  | 24 | +38  |
| 4    | FK Qarabag Agdam       | 55  | 36 | 24 | 7 | 5  | 76  | 26 | +50  |
| 5    | Kapaz Gandja           | 54  | 36 | 23 | 8 | 5  | 98  | 29 | +69  |
| 6    | Inshaatchi Bakou C     | 48  | 36 | 21 | 6 | 9  | 52  | 28 | +24  |
| 7    | Kur Mingechaur         | 41  | 36 | 19 | 3 | 14 | 50  | 39 | +11  |
| 8    | Inshaatchi Sabirabad   | 34  | 36 | 14 | 6 | 16 | 36  | 42 | -6   |
| 9    | Taraggi Bakou          | 32  | 36 | 13 | 6 | 17 | 39  | 49 | -10  |
| 10   | Kurmuk Kakhi           | 31  | 36 | 12 | 7 | 17 | 57  | 82 | -25  |
| 11   | Umud Dzalilabad        | 29  | 36 | 12 | 5 | 19 | 48  | 78 | -30  |
| 12   | FK Shahdag-Samur Qusar | 29  | 36 | 11 | 7 | 18 | 34  | 54 | -20  |

|  | Champion d'Azerbaïdjan 1992 |

#### Poule de relégation
| Rang | Équipe                 | Pts | J  | G  | N | P  | Bp | Bc | Diff |
| ---- | ---------------------- | --- | -- | -- | - | -- | -- | -- | ---- |
| 1    | Avei Agstafa           | 42  | 38 | 20 | 2 | 16 | 49 | 54 | -5   |
| 2    | Vilyash Masall         | 42  | 38 | 19 | 4 | 15 | 54 | 41 | +13  |
| 3    | FK Khazar Lenkoran     | 42  | 38 | 17 | 8 | 13 | 40 | 44 | -4   |
| 4    | Dashgyn Zagataly       | 41  | 38 | 19 | 3 | 16 | 48 | 52 | -4   |
| 5    | Pambygchi Barda        | 41  | 38 | 17 | 7 | 14 | 42 | 44 | -2   |
| 6    | Azeri Baku             | 40  | 38 | 17 | 6 | 15 | 53 | 49 | +4   |
| 7    | Plastik Salyany        | 38  | 38 | 18 | 2 | 18 | 44 | 60 | -16  |
| 8    | Shirvan Shemakha       | 34  | 38 | 16 | 2 | 20 | 42 | 67 | -25  |
| 9    | Avtomobilist Yevlakh   | 34  | 38 | 13 | 8 | 17 | 33 | 58 | -25  |
| 10   | Chyrakgala Skazan      | 32  | 38 | 15 | 2 | 21 | 35 | 68 | -33  |
| 11   | FK Göyazan Qazax       | 26  | 38 | 12 | 2 | 24 | 37 | 70 | -33  |
| 12   | Energetik Ali Bairamly | 17  | 38 | 7  | 3 | 28 | 28 | 91 | -63  |
| 13   | Shirvan Kyurdamir      | 7   | 26 | 3  | 1 | 22 | 10 | 84 | -74  |
| 14   | Nidzhat Mashtagi       | 0   | 38 | 0  | 0 | 38 |    |    |      |

|  | Relégation directe en deuxième division |

- Le club de Shirvan Kyurdamir est exclu au cours de la saison (raison inconnue). Le Nidzhat Mashtagi voit tous ses résultats annulés mais sera quand même autorisé à participer au championnat l'année prochaine.

## Bilan de la saison
| Championnat d'Azerbaïdjan de football 1992 | |
| Champion                                   | FK Neftchi Bakou (1er titre) |
| Coupes et trophées                         | |
| Vainqueur de la Coupe d'Azerbaïdjan 1992   | Inshaatchi Bakou |
| Promotions et relégations                  | |
| Promus en Top League                       | Kyur Samukh |
| Relégués en First League                   | Plastik Salyany Shirvan Shemakha Avtomobilist Yevlakh Chyrakgala Skazan FK Göyazan Qazax Energetik Ali Bairamly Shirvan Kyurdamir |